# Circuit Mont-Tremblant
A Circuit Mont-Tremblant egy versenypálya Kanada Québec tartományában,  Mont-Tremblantban. 1968-ban és 1970-ben a pálya rendezhette a Formula–1 kanadai nagydíját.

## Győztesek listája
Formula–1-es világbajnokság
| Év   | Dátum          | Versenyző   | Csapat       | Riport |
| ---- | -------------- | ----------- | ------------ | ------ |
| 1970 | Szeptember 20. | Jacky Ickx  | Ferrari      | Riport |
| 1968 | Szeptember 22. | Denny Hulme | McLaren-Ford | Riport |

## Külső hivatkozások
- A pálya a StatsF1.com-on